# Hôtel de François du Parc
L’hôtel de François du Parc est un hôtel particulier situé à Morlaix, dans le département du Finistère.

## Histoire
Ce bâtiment fait l’objet d’une inscription au titre des monuments historiques depuis le 4 décembre 1968.